# Districtul Gouraya
Gouraya este un district din provincia Tipaza, Algeria.